# Uwe Seeler
Uwe Seeler (Hamburg, 5. studenoga 1936. – Norderstedt, 21. srpnja 2022.) bio je njemački nogometaš, svojedobno jedan od najboljih napadača svijeta.
Godine 1972. Njemački nogometni savez dodijelio je Uweu Seeleru počasnu kapetansku traku Njemačke nogometne reprezentacije za doprinose njemačkom nogometu, unatoč činjenici da Seeler nikada nije osvojio nijedan naslov s reprezentacijom. Uwe Seeler je i počasni građanin svoga rodnoga grada Hamburga. Nosio je dres s brojem 9.

## Mladost
Uwe Seeler rođen je kao treće dijete Anny i Erwina Seelera; mlađi je brat Dietera Seelera koji je također igrao nogomet. Seeler potječe iz sportske obitelji: otac, koji je radio kao radnik u luci, bio je od 1920-ih pa sve do 1940-ih godina među poznatijim nogometašima grada Hamburga. Posljednji klub u kojem je igrao Erwin Seeler bio je Hamburger SV: u taj klub Erwin je 1946. učlanio i oba sina. Uwe Seeler završio je školu u Hamburg-Eppendorfu i od 1952. počeo učiti obrt za trgovca u špediciji.

## Vanjske poveznice

### Sestrinski projekti
|  | Zajednički poslužitelj ima još gradiva o temi Uwe Seeler |

### Mrežna sjedišta
- Uwe Seeler Stiftung  Arhivirana inačica izvorne stranice od 29. rujna 2014. (Wayback Machine) (zaklada) (njem.)
- Hall of Fame des deutschen Sports: Uwe Seeler (njem.)
- Njemačka nacionalna knjižnica: Uwe Seeler – literatura i bibliografija (njem.)
- Fifa.com – Seeler wird als "Legende des Sports" geehrt  Arhivirana inačica izvorne stranice od 14. rujna 2014. (Wayback Machine) (njem.)